# Royal Army Medical Corps
Het Royal Army Medical Corps (RAMC) is de geneeskundige dienst van het Britse Leger.
Het RAMC, opgericht in 1898, is verantwoordelijk voor de geneeskundige verzorging van Britse militairen op de kazernes, tijdens oefeningen en uitzendingen. De geneeskundige zorg bestaat uit reguliere eerstelijnszorg, ziekenhuiszorg en preventieve bedrijfsgeneeskundige zorg. Naast de reguliere zorg is het RAMC ook voorbereid op oorlogs en rampsituaties waarbij een veldhospitaal ingezet kan worden.
Voor de oprichting van het RAMC werden medische militairen zoals artsen en hospikken veelal aangesteld via een regiment. Eenduidige trainingen of richtlijnen bestonden niet tot na enkele schandalen tijdens de Krimoorlog de roep om een geneeskundige dienst voor het leger steeds groter werd. 
Sinds de oprichting van het RAMC zijn militairen van het RAMC bij alle grote operaties van het Britse leger ingezet geweest. 
Ook nu wordt het RAMC ingezet in onder andere Irak en Afghanistan. 
Militairen van het RAMC hebben zich in het verleden zeer dapper gedragen op het slagveld, zo zijn er 27 Victoria Crosses uitgereikt aan medische militairen. Van de drie Victoria Crosses met Bar (voor de tweede keer) die ooit zijn uitgereikt zijn er twee aan artsen van het RAMC uitgereikt. Ook is een arts van het RAMC de enige militair die zowel het Victoria Cross en het IJzeren Kruis heeft verdiend. 
Prominente militairen van het RAMC
- Noel Chavasse